# Nana (1934)
Nana (bra Naná) é um filme a preto e branco estado-unidense do género drama, realizado por Dorothy Arzner e escrito por Harry Wagstaff Gribble e Willard Mack, com base no romance homónimo de Émile Zola.
Este filme, que marca a estreia de Anna Sten em Hollywood, foi o único de Arzner para Samuel Goldwyn.

## Sinopse
Em 1868, Nana é o ídolo do teatro de Paris da Belle Époque. Ela atrai muitos homens, mas está interessada apenas num oficial.

## Elenco
- Anna Sten como Nana
- Lionel Atwill como coronel André Muffat
- Richard Bennett como Gaston Greiner
- Mae Clarke como Satin
- Phillips Holmes como tenente George Muffat
- Reginald Owen como Bordenave
- Helen Freeman como Sabine Muffat
- Lawrence Grant como grão-duque Alexis
- Jessie Ralph como Zoe
- Ferdinand Gottschalk como Finot

## Produção
Originalmente, o roteirista contratado era Nathanael West, que depois contaria com a colaboração de Marion Orth, Allen Rivkin e P. J. Wolfson. Posteriormente, o produtor Samuel Goldwyn contratou os escritores Edwin Justus Mayer e Leo Birinski para trabalhar no roteiro, enquanto George Fitzmaurice seria o diretor. Nenhum desses recebeu créditos: Harry Wagstaff Gribble aparece como o adaptador do roteiro, e Willard Mack, diretor de diálogos.

## Receção
Nana foi um fracasso de bilheteira.
Para a revista brasileira Cinearte, o filme "só vale pela presença de Anna Sten". A adaptação não teria deixado muito da obra de Zola, apenas "um resumo da obra, Paris e a atmosfera de 1868".